# Sidaoun
Sidaoun est une race ovine algérienne originaire d'Afrique subsaharienne. Ce sont des moutons, à poil de chèvres et à viande noire et sèche.

## Le berceau de la race
L'origine de la race est de l'Afrique subsaharienne, mais elle est étendue vers le nord pour y inclure les wilayas du sud de l'Algérie grâce au troc pratiqué entre la population de ces wilayas et les pays frontaliers.

## caractères
- Couleur: marron et marron clair, noir.
- Pelage: couvert de poils.
- Cornes: grands et fileté chez le mâle et absente chez la femelle (rarement des petits cornes)
- Forme: long et élevé du sol.
- Oreilles: Grandes suspendus.
- Queue: mince et longue.
- Nez: convexe et parfois droites.

## Caractères de productivité
poids:
- femelle: 35 à 40 kg
- mâle: 45 à 50 kg

## Les dimensions du corps
- Longueur: 64,73 cm
- Latitude de la poitrine: 26,28 cm
- Tour de poitrine: 82,82 cm
- Poids moyen: 26,33 kg

## Avenir de la race
L'efficacité de la reproduction est caractérisée par la production de jumeaux, le taux de fécondité est très élevée. Poids des agneaux à la naissance est d'environ 3 kg adapté aux conditions désertiques rudes, aime la marche et le pâturage sur de longues distances.